# 心霊マスターテープ
『心霊マスターテープ』（しんれいマスターテープ）は、2020年1月11日からエンタメ〜テレで放送された日本のホラードラマ。

## 概要
エンタメ〜テレ制作のオリジナルホラードラマ。2020年1月から毎月第2・第4土曜日の21:00 - 21:30に全6話で放送され、心霊・ホラー関連のオリジナルビデオ作品を手掛けたディレクター・ヒロイン役の出演者・その他関係者や、エンタメ〜テレの番組「超ムーの世界R」から角由紀子（TOCANA編集長）が出演している。
ドラマ内のニコニコ生放送で情報提供を求めるシーンにおいては、撮影協力として実際に生配信番組を見ていた視聴者の入力したコメントを映像内に表示する機能を用いて使用している。
2020年12月より、第2作となる「心霊マスターテープ2 〜念写〜」が放送される。
2022年1月より、番外作「心霊マスターテープ 〜EYE〜」が放送される。

## あらすじ
1990年代後半に制作が始まったとされていた、幽霊や不可思議な自然現象を捉えたビデオカメラの映像を集めて調査・解明するオリジナルビデオの心霊ドキュメンタリー作品。しかし、日本初の作品は1980年代に制作された「知られざる心霊世界」ではないかとの証言から情報を探し始めた寺内康太郎とアシスタントの涼本奈緒や心霊ディレクター達に起こる不可解な出来事とは？

## キャスト
- 涼本奈緒 - 心霊マスターテープ アシスタント
- 寺内康太郎（ほんとうに映った!監死カメラ、境界カメラ）- 心霊マスターテープ ディレクター

心霊ディレクターと関係者
- 中村義洋 - 心霊ディレクター
- 岩澤宏樹（心霊玉手匣）
- 古賀奏一郎（Not Found ネット上から削除された禁断動画）
- 福田陽平（ほんとうに映った!監死カメラ）
- 谷口猛（心霊×カルト×アウトロー）
- 増本竜馬 - 心霊ディレクター
- 松本了（ラミアプロジェクト、心霊曼邪羅）
- 井川広太郎（境界カメラ）
- 菊池宣秀 - 心霊ディレクター
- 佐々木勝己（心霊 〜パンデミック〜、戦慄女子）- 中村組 カメラマン
- 鳥居康剛（ほんとうに映った!監死カメラ）- 中村組 編集
- 絢寧（あやね）- 中村組 アシスタント
- 杉本笑美（Not Found ネット上から削除された禁断動画）- 古賀組 アシスタント
- 上園貴弘（心霊玉手匣）- 岩澤組 アシスタント
- 蒼乃ありす - 増本組 アシスタント
- 佐藤あずさ（心霊曼邪羅）- 松本組 アシスタント
- 徳丸大介（心霊 〜パンデミック〜）- スタッフ
- 金井倫子（心霊 〜パンデミック〜）- スタッフ
- 山田雅史
- ウンノヨウジ
- ナリモト（境界カメラ）

アシスタント オーディション参加者
- 吉原ゆう
- 釘町みやび
- 木嶋愛理奈

TOCANA編集部
- 角由紀子（超ムーの世界R、TOCANA編集長）
- 大澤優貴
- 篠原正樹

アムモ98
- 小田泰之
- 小田泰輔

ドワンゴ
- 新実健一（ニコ生ホラー）
- 木村茂之（モノガタリ）- ディレクター

ゾゾゾ
- 落合
- 長尾
- 内田
- 皆口

その他
- 古沢真 - 茨木竜男 役
- 鈴谷侑子 - 箕輪春子 役
- 杉本安生 - 梅沢真吉 役
- Synovu（日本一のホラーコレクター）
- 投稿ビデオ出演者
  - 入江充臣 - 入間道夫 役
  - 入江由紀絵 - 真知子 役
  - 深田博司（アカシアベーグル）- 投稿者の友人夫婦 役
  - 深田絹子（アカシアベーグル）- 投稿者の友人夫婦 役
  - 田中亮丞
- 鈴江祐未 - 吉田登美子 役
- 新津正人 - 原田茂雄 役
- 中沢旻江 - 神谷幸子 役
- 平家秀樹 - 数谷篤志 役
- 徳田神也 -
- 葛城ゆい - 尾上克美 役
- 福井しゅんや -

## スタッフ
- 監督 - 寺内康太郎
- 脚本 - 佐上佳嗣、寺内康太郎
- 編集 - 遠藤香代子
- 音楽 - ボン
- 協力 - オフィスキール、アムモ98、エル・エー、ゾゾゾ、写楽街、LAMIAProject、アメイジングD.C.、TOCANA編集部、アーティット、ドワンゴ、モノガタリ、呑み処 優男はなれ、ビックサマー（舞城モアサ、竹村佳奈、清水ゆかり、旭桃果）、パーラーぐるぐる、M's Cantina、ニコ生ホラー民
- タイトルイラスト - 星メ
- キャスティング協力 - 桑田慧
- ラインプロデューサー - 丸山弘太郎
- 企画・編成 - 三塚洋佑
- 企画・宣伝 - 伊藤一之
- プロデューサー - 片桐和之、黒木公彦、松浦翔
- 制作協力 - 十影堂エンターテイメント
- 企画・制作 - 名古屋テレビネクスト
- 制作・著作 - エンタメ〜テレ

## 放送日程
| 話数  | 放送日        | サブタイトル                     | 脚本                 | 監督       |
| ----- | ------------- | -------------------------------- | -------------------- | ---------- |
| 第1話 | 2020年1月11日 | 日本初の心霊ディレクターを追え   | 佐上佳嗣、寺内康太郎 | 寺内康太郎 |
| 第2話 | 1月25日       | 日本初の心霊ビデオ               | 佐上佳嗣、寺内康太郎 | 寺内康太郎 |
| 第3話 | 2月8日        | 迫り来る謎のカメラ男             | 佐上佳嗣、寺内康太郎 | 寺内康太郎 |
| 第4話 | 2月22日       | 空き家から覗き見る者             | 佐上佳嗣、寺内康太郎 | 寺内康太郎 |
| 第5話 | 3月14日       | 知られざる心霊世界               | 佐上佳嗣、寺内康太郎 | 寺内康太郎 |
| 第6話 | 3月28日       | 心霊ディレクターと云う者ありけり | 佐上佳嗣、寺内康太郎 | 寺内康太郎 |